# Odeillo-solugnen
Odeillo-solugnen är en forskningsanläggning i kommunen Font-Romeu-Odeillo-Via i departementet Pyrénées-Orientales i södra Frankrike som utnyttjar solljus som energikälla. Den är 54 meter hög och 48 meter bred och har 63 rörliga speglar, så kallade heliostater, och genererar upp till 1 megawatt energi. Placeringen högt uppe i Pyrenéerna har valts på grund av det stora antalet soltimmar per år (mer än 2 500) och den klara luften.
Solugnen fungerar i princip som en avancerad solkokare där solstrålarna koncentreras med hjälp av rörliga speglar i två steg. De reflekteras först med en serie speglar på marken till en annan serie speglar som sitter på en parabol, som i sin tur skickar solstrålarna till en knappt 40 centimeter stor rund skiva i toppen av ett torn. Det reflekterade solljuset motsvarar 10 000 normala solar och kan värma upp ugnen till mer än 3 500 grader (°C).

Arbetsprincip.

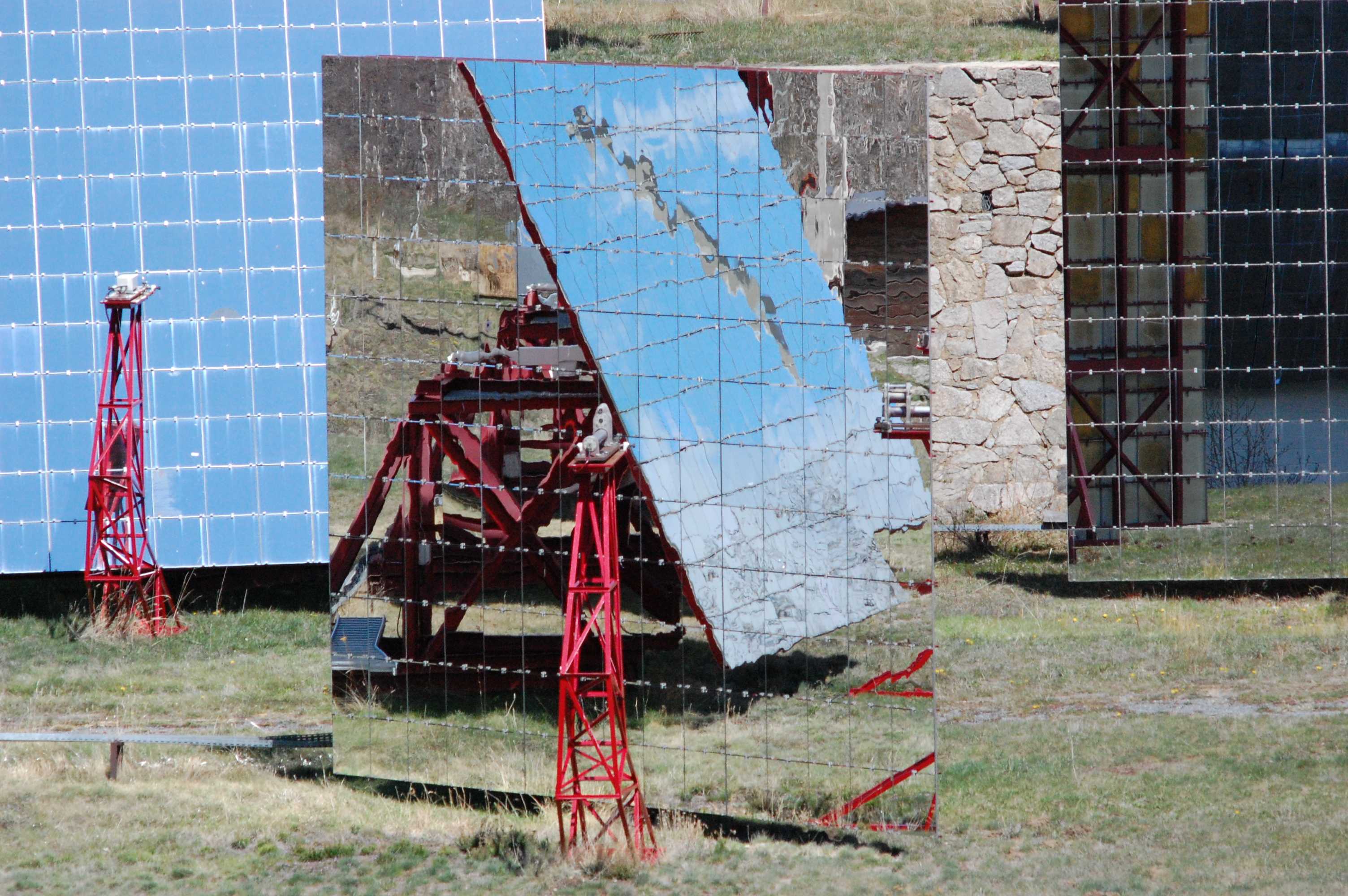
En heliostat.

Ugnen används för högtemperaturforskning och studier av materialegenskaper och värmeöverföring i extrema miljöer och drivs av forskningscentret 
CNS. Den utnämndes till monument historique år 2009.
I närheten av Odeillo-solugnen finns ett besökscentrum, solkraftstornet Themis och en mindre solugn i Mont-Louis.